# Bleigießen

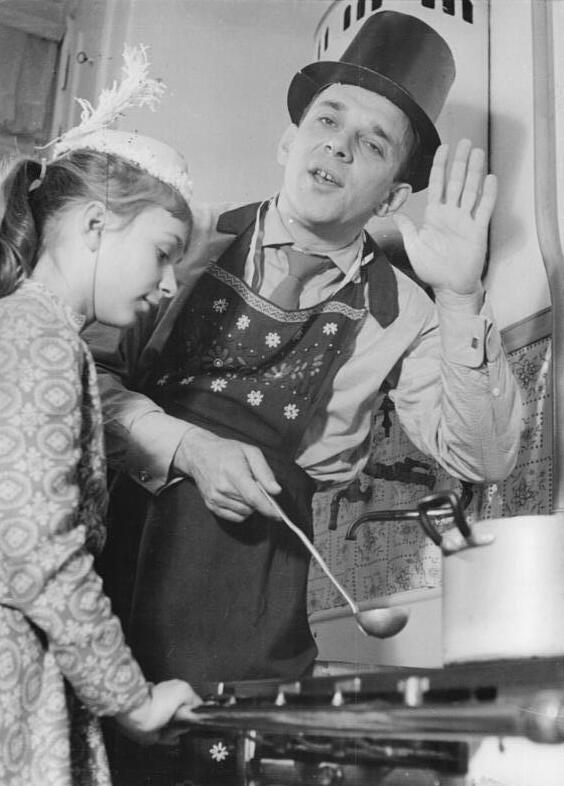
DDR-Kabarettist Werner Lierck beim Bleigießen zu Silvester 1957

Das Bleigießen (altertümlich auch Molybdomantie, vom griech. Μόλυβδος (mólybdos) ‚Blei‘ und μαντεία (manteia) ‚Wahrsagung‘) ist ein Orakel- und Mantik-Brauchtum, das heute vorwiegend in wenig ernster Weise am Silvesterabend praktiziert wird. Es war aber schon bei den alten Römern verbreitet, die als erstes Volk in größerem Maßstab die Bleiverhüttung betrieben.

## Beschreibung
Bleistücke (oder andere Metalle mit niedrigerer Schmelztemperatur als Hartzinn) werden in einem Löffel über einer Kerze oder einem anderen kleinen Feuer erhitzt, bis sie gerade eben geschmolzen sind. Das geschmolzene Metall wird sodann in eine bereitgestellte Schüssel mit kaltem Wasser gegossen, wo es sofort zu bizarren Formen erstarrt. Die Gestalt und der Schattenwurf der erstarrten Bleistücke werden zum Wahrsagen verwendet. Dazu wird die Gestalt oder der Schattenwurf frei assoziiert. Die Interpretation folgt in etwa den gleichen Regeln wie diejenige des Kaffeesatzlesens. Den handelsüblichen Silvesterblei-Packungen werden Bedeutungslisten beigegeben, die  Interpretationen vorgeben (z. B. Herz = sich verlieben; Blumen = neue Freundschaft). In erster Linie soll die Zukunft des Bleigießers vorausgesagt werden. 

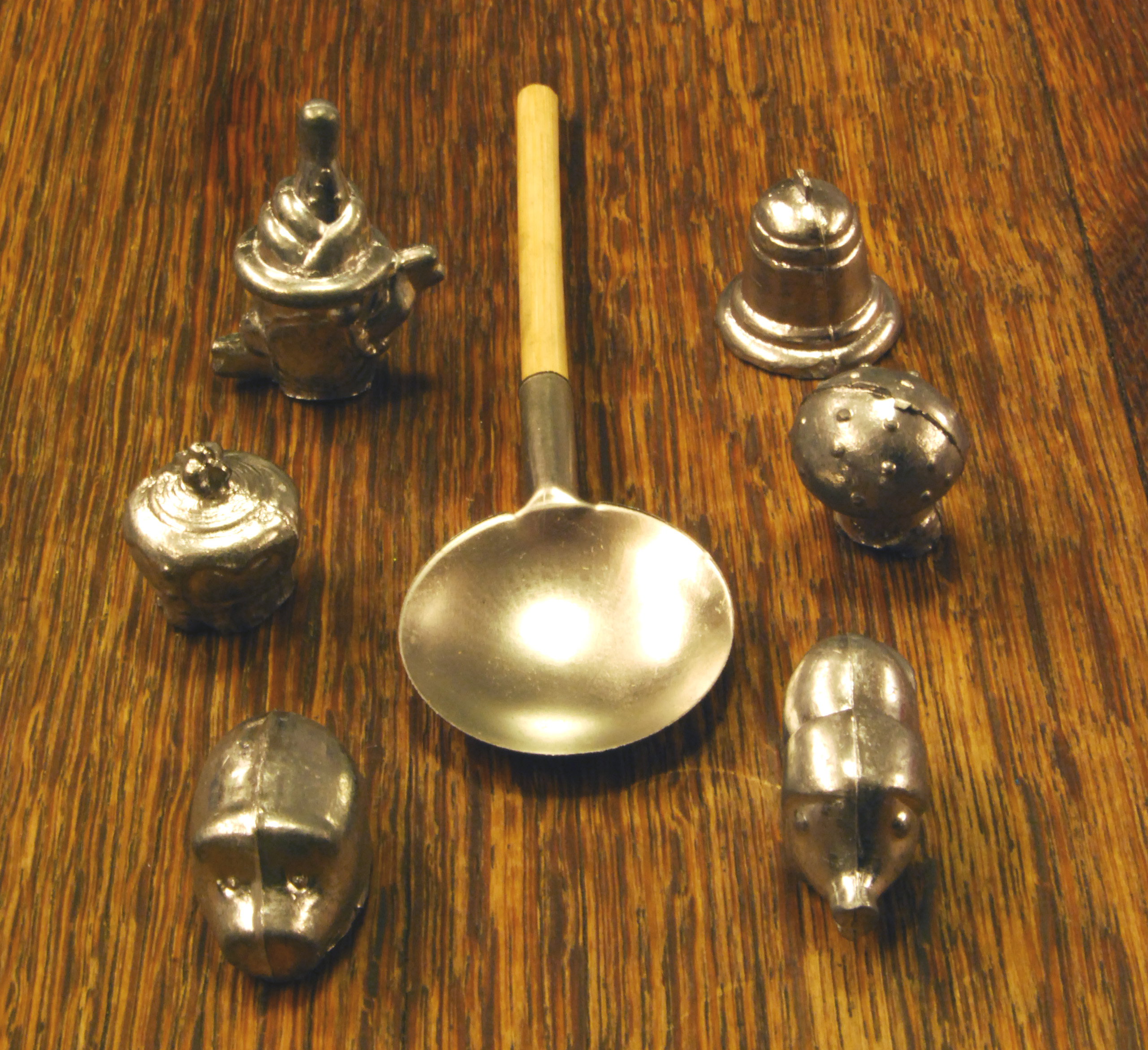
Bleigießen-Set
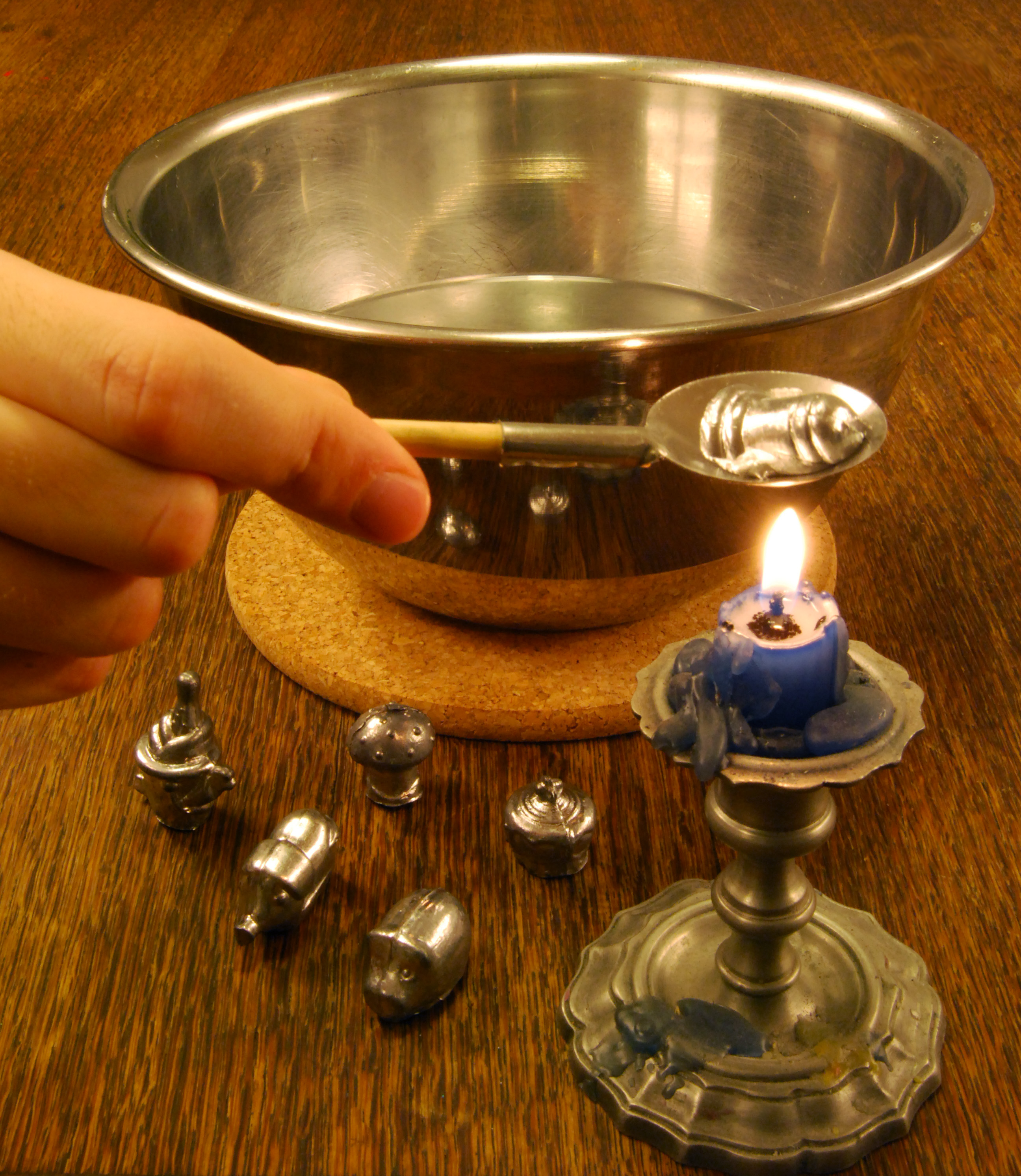
Vorgang des Schmelzens
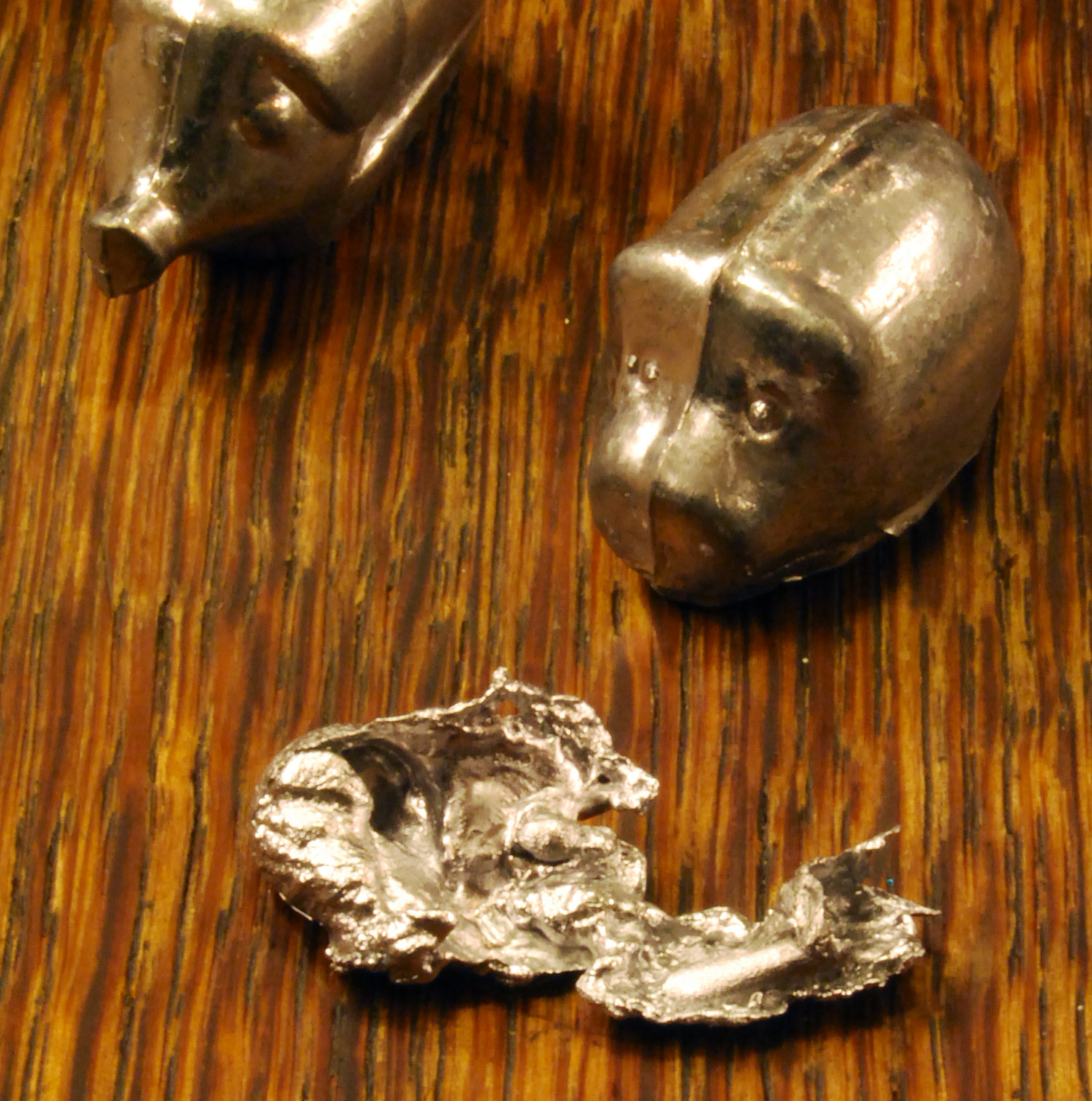
Das erstarrte Stück Blei

## Gesundheitsgefahr
Blei ist ein giftiges Schwermetall. Die Aufnahme von Blei in den menschlichen Körper kann zu langfristigen Gesundheitsschäden führen. Beim Bleigießen kann Blei auf verschiedene Weise in den Körper gelangen, z. B. wenn die dabei benutzten Löffel und Gefäße nicht korrekt entsorgt oder gar weiterbenutzt werden, wenn Bleidämpfe eingeatmet werden oder wenn nach Berührung der Bleimasse die ungereinigten Hände an Nahrungsmittel oder an den Mund geraten. Die Aufnahme durch die Haut ist bei reinem Blei nur erschwert möglich, bei Bleiverbindungen jedoch durchaus möglich. Auch ist zu beachten, dass Blei bereits in kleinen Mengen in Form von Bleidampf oder Bleistaub beim Atmen über die Lunge aufgenommen wird und damit in den Körper gelangt. Die toxische Wirkung des Bleis im menschlichen Körper wird dadurch verstetigt, dass sich selbst kleine Mengen des Schwermetalls sehr langfristig im Körper anlagern und nur schwer wieder ausgeschieden werden können. Eine weitere Gesundheitsgefahr beim Bleigießen sind möglicherweise auftretende heiße Bleispritzer, die zu schweren Brandwunden führen können.
Als weniger gesundheitsgefährdende Alternative zu Blei eignet sich insbesondere Zinn. Zinn ist zum einen nicht giftig, zum anderen liegt der Schmelzpunkt von Zinn mit 231,9 °C deutlich niedriger als der von Blei (327,5 °C). Einen noch niedrigeren Schmelzpunkt, 183 °C, erreicht man mit einer eutektischen Lotlegierung aus Zinn und Blei (im Bereich von 50–90 %). Ein spezieller Silvesterguss wurde von der Wiener Firma Perzy entwickelt, die auch die Rohlinge in Glücksbringerform erfand, ein Nebenprodukt der Schneekugel-Produktion. Ungefährliche Substitute sind das Wachs- oder Teiggießen.

## Verbot seit 2018
Seit April 2018 ist der Vertrieb von Bleigieß-Sets mit bleihaltigen Rohlingen verboten, da das darin enthaltene Gießblei die Grenzwerte der neu gefassten EU-Chemikalienverordnung um ein Vielfaches übersteigt. Für im Handel erhältliche Produkte liegt der Grenzwert bei 0,3 % Blei, bei von der Stiftung Warentest 2012 in Deutschland analysierten Bleigieß-Sets lag der Bleigehalt bei 71 %.
Im Handel sind seitdem als Ersatz Zinngieß-Sets erhältlich, die ähnlich ausgestattet sind wie die Bleigieß-Sets, aber Rohlinge aus Zinn verwenden.